# Ghanas flag
Ghanas flag blev taget i brug i 1957, og har med undtagelse af perioden 1964 til 1966, da flaget blev erstattet af en variant med hvid stribe i stedet for den gule, været i brug siden da.
Flaget blev designet af Theodosia Okoh for at erstatte Union Jack, da Ghana fik sin uafhængighed fra Storbritannien i 1957. Det består af de panafrikanske farver rød, gul og grøn, med en femtakket sort stjerne i midten af den gule stribe. Ghanas flag var det første afrikanske flag efter Etiopiens til at tage disse farver i brug, og de ses også på Ghanas nationalvåben, som ligeledes blev taget i anvendelse i 1957.
Den røde farve symboliserer de dødes blod i Ghanas kamp for uafhængighed, gul repræsenterer landets mineralrigdomme, og den grønne farve står for landets store skove og naturrigdomme. Den sorte stjernen skal være en ledestjerne for afrikansk frihed, og har også givet Ghanas fodboldlandshold sit kaldenavn, "de sorte stjerner".

## Koffardiflag
Ghanas koffardiflag er formet efter britisk mønster, og har nationalflaget i kantonen af en rød flagdug. Koffardiflaget tilhører dermed gruppen af såkaldte red ensigns.